# Мукані
Мука́ні —  село в Україні, у Шептицькому районі Львівської області. Населення становить 200 осіб.

## Пам'ятки
Церква Введення в Храм Пресвятої Богородиці (дер.), 1862р.